# Clathrina biscayae
Clathrina biscayae är en svampdjursart som beskrevs av Borojevic och Boury-Esnault 1987. Clathrina biscayae ingår i släktet Clathrina och familjen Clathrinidae. Inga underarter finns listade i Catalogue of Life.